# Rhodes (cantor)
David Rhodes, conhecido como Rhodes (estilizado RHODES), é um cantor e compositor inglês. Ele lançou seu extended play (EP) de estreia Raise Your Love pela Hometown Records em outubro de 2013; seu segundo EP, Morning, foi liberado pelo seu selo independente Rhodes Music no dia 12 de maio de 2014. Seu álbum de estreia, Wishes, foi lançado em 18 de setembro de 2015.

## Carreira
A música de Rhodes começou a se propagar no início de 2013, quando sua faixa demo "Always" foi reproduzida na Amazing Radio e depois chegou à BBC Radio 1. Após um período apoiando Rufus Wainwright, Laura Marling e Nick Mulvey no Reino Unido, seu EP de estreia, Raise Your Love, foi lançado pelo selo Homeland Tag de Phil Taggart, em outubro de 2013.
Em 12 de março de 2014, Rhodes lançou a música "Your Soul" - que foi estreada por Zane Lowe na BBC Radio 1 como seu "Next Hype" - retirado do segundo EP, Morning, lançado em 11 de maio de 2014. Nesse EP, Rhodes gravou junto com Ian Grimble e Tim Bran/Roy Kerr, produtores que trabalharam anteriormente com London Grammar e Daughter.
Em março e abril de 2014, Rhodes completou sua primeira turnê no Reino Unido, incluindo 3 shows esgotados no Sebright Arms de Londres, em 8, 9 e 10 de abril de 2014. Ele esteve junto de London Grammar em sua turnê no Reino Unido (incluindo um dos shows da O2 Academy Brixton Academy), bem como Sam Smith no Reino Unido (no Roundhouse) e na Europa (Amsterdã e Paris). Rhodes também atuou na BBC Radio 1 Big Weekend em Glasgow no palco BBC Introducing em 25 de maio e no Glastonbury Festival em 29 de junho de 2014 no palco Rabbit Hole.
Em 26 de junho de 2015, ele tocou no Park Stage no festival de Glastonbury. Em julho, o primeiro single a ser retirado de seu álbum de estreia Wishes, "Close your Eyes", atingiu o pico de número 85 na parada de singles do Reino Unido (UK Singles Chart). Uma semana antes do lançamento de seu álbum de estreia, Rhodes lançou um dueto com a cantora Birdy, "Let It All Go". A canção apareceu em charts de diversos países e é o seu mais bem sucedido single até à data. Ele então lançou Wishes, que atingiu o pico de número 24 no UK Albums Chart.
Rhodes fez uma participação no álbum de estreia de Kygo, Cloud Nine, fornecendo vocais para a faixa "Not Alone".
Em 9 de junho de 2017, ele lançou o single "Sleep Is a Rose", e o video musical da música, que foi gravado ao vivo. Foi lançado no mesmo dia no canal RhodesVevo no YouTube.

## Discografia
| Álbuns de estúdio - Wishes (2015) Extended plays (EPs) - Raise Your Love (2013) - Morning (2014) - Home (2014) - Turning Back Around (2015) | Singles - "Raise Your Love" - "Close Your Eyes" - "Let It All Go" - "Your Soul" - "Sleep is a Rose" |